# دون ميرفي
دون ميرفي (بالإنجليزية: Don Murphy)‏ هو منتج أفلام أمريكي، ولد في أبريل 1967 في نيويورك في الولايات المتحدة.

## وصلات خارجية
- دون ميرفي على موقع IMDb (الإنجليزية)
- دون ميرفي على موقع بوكس أوفيس موجو (الإنجليزية)
- دون ميرفي على موقع قاعدة بيانات الفيلم (الإنجليزية)
- دون ميرفي على موقع كينوبويسك (الروسية)